# Pseudopaludicola canga
Pseudopaludicola canga és una espècie de granota que viu al Brasil.